# Aeroporto Statale di Aurora
L'Aeroporto Aurora State, già Wes Lematta Field, è un aeroporto statunitense posizionato 2 miglia a nord-ovest del centro di Aurora, nella contea di Marion, nello stato federale dell'Oregon.
È proprietà del Dipartimento dell'Aviazione dell'Oregon.